# Озерська сільська рада (Світловодський район)
| Озерська сільська рада — колишній орган місцевого самоврядування у Світловодському районі Кіровоградської області з адміністративним центром у с. Озера. Сільській раді підпорядковані населені пункти: - с. Озера - с. Олексіївка - с. Талова Балка |

## Склад ради
Рада складається з 14 депутатів та голови.

### Керівний склад ради
| ПІБ                         | Основні відомості                                                                  | Дата обрання | Дата звільнення |
| --------------------------- | ---------------------------------------------------------------------------------- | ------------ | --------------- |
| Федорус Віталій Олексійович | Сільський голова, 1975 року народження, освіта, член Соціалістичної партії України | 26.03.2006   | 31.10.2010      |
| Федорус Віталій Олексійович | Сільський голова, 1975 року народження, освіта вища, безпартійний                  | 31.10.2010   |                 |

Примітка: таблиця складена за даними джерела

## Населення
Згідно з переписом УРСР 1989 року чисельність наявного населення сільської ради становила 1237 осіб, з яких 537 чоловіків та 700 жінок.
За переписом населення України 2001 року в сільській раді мешкала 1041 особа.

### Мова
Розподіл населення за рідною мовою за даними перепису 2001 року:
| Мова       | Відсоток |
| ---------- | -------- |
| українська | 93,84 %  |
| російська  | 3,42 %   |
| вірменська | 1,66 %   |
| угорська   | 0,78 %   |
| білоруська | 0,10 %   |
| молдовська | 0,10 %   |